# Дубовая губка
Дубо́вая гу́бка, или дедале́я дубовая (лат. Daedaléa quércina) — вид грибов, входящий в род дедалея (Daedalea) семейства фомитопсисовые (Fomitopsidaceae). Один из самых широко распространённых грибов, вызывающих бурую гниль древесины.

## Биологическое описание
Плодовые тела трёх—четырёхлетние, лишённые ножки, иногда почти распростёртые, половинчатые, блюдцевидной формы, толстые, до 15—20 см в диаметре и до 8 см толщиной. Верхняя поверхность шляпки плоско-выпуклая, у основания обычно с небольшим возвышением, голая или покрытая тонким опушением, кремового, буроватого или дымчато-сероватого цвета. Край шляпки острый или тупой, с охристым оттенком. Мякоть пробково-деревянистая, охристо-жёлтая.

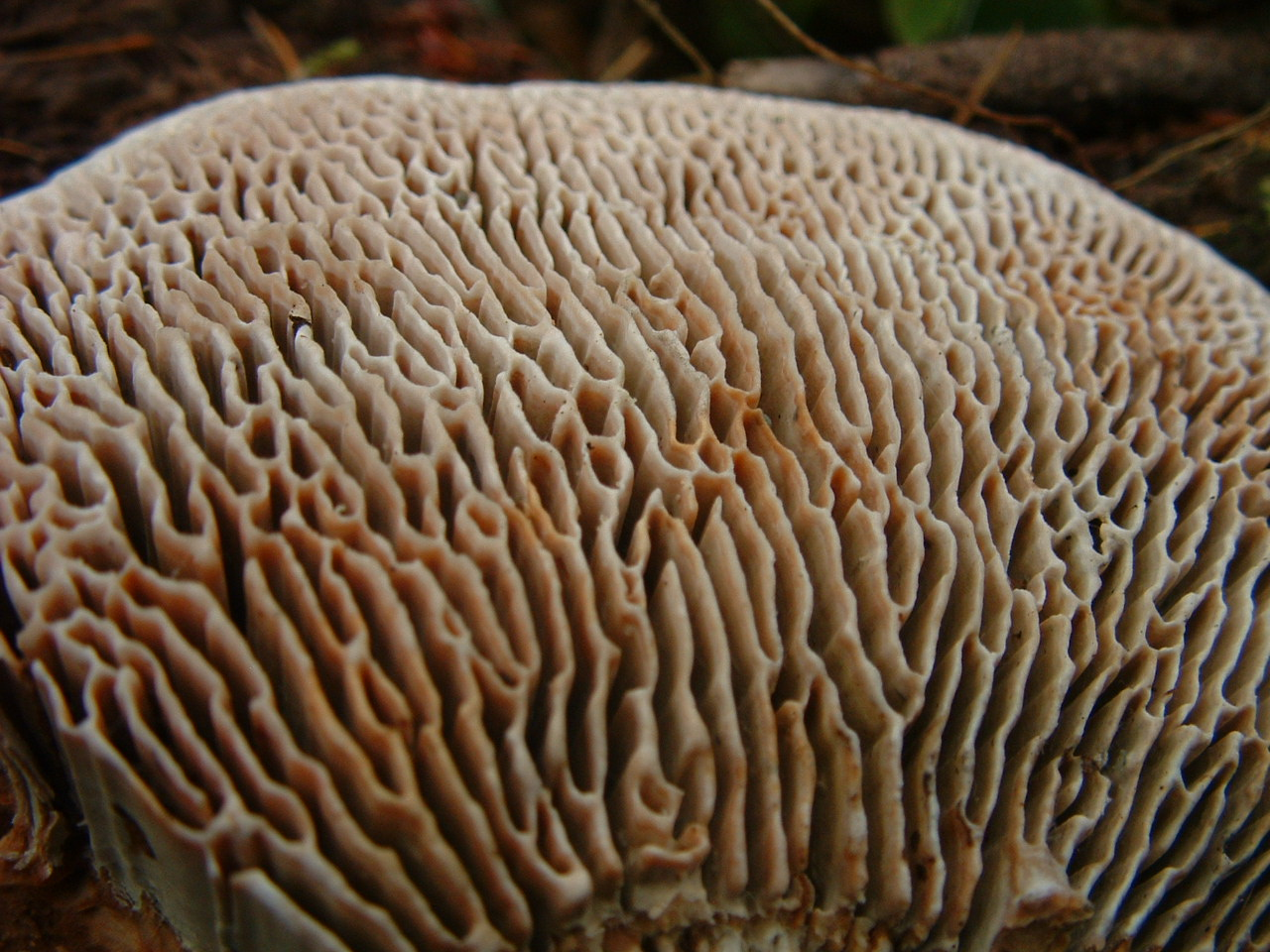
Типичный гименофор в форме лабиринта.

Гименофор состоит из трубочек, у края почти округлых, ближе к основанию — пластинковидных и образующих лабиринт. Стенки пор 1—3 мм толщиной, сами поры 1—4 мм в диаметре. Окраска гименофора светло-буроватая, иногда на нём наблюдается беловатый налёт.
Гифальная система тримитическая. Гифы гименофора (генеративные) тонкостенные, с пряжками, ветвистые, неокрашенные. Гифы трамы (скелетные) толстостенные или вовсе сплошные, асептированные, выступающие над поверхностью гименофора подобно цистидам. Связывающие гифы сильно ветвящиеся, толстостенные, золотисто-жёлтые. Цистиды отсутствуют. Базидии булавовидные, четырёхспоровые. Споры цилиндрические или узкоэллиптические, бесцветные, неамилоидные, 5,5—7,5×2,5—3,5 мкм.
Из-за очень жёсткой пробковидной консистенции дубовая губка относится к несъедобным грибам.

### Сходные виды
Несколько малородственных видов из трутовиковых можно спутать с дедалеей. Виды рода глеофиллум отличаются более тёмной поверхностью плодовых тел и коричневой мякотью. Дедалеопсис шершавый может быть очень похож на дедалею, однако отличается менее правильными порами, при повреждении обычно буреющими.

## Ареал и экология
Дубовая губка — космополит, имеет очень широкий ареал. В России известна из всех регионов от Европейской части до Дальнего Востока.
Дедалея — сапротроф, произрастающий на мёртвой древесине растений семейства Буковые — дуба, бука, каштана. Вызывает бурую гниль. Нередко появляется на необработанной древесине домов и на складах.

## Таксономия
Дедалея дубовая была впервые описана Карлом Линнеем в сборном роде пластинчатых грибов. В 1801 году известный нидерландский миколог Кристиан Хендрих Персон в книге Synopsis methodica fungorum выделил его в новый род Daedalea. Родовое название происходит от имени героя древнегреческих мифов Дедала, соорудившего лабиринт в Кноссе, в котором обитал Минотавр. Элиас Магнус Фрис в Systema mycologicum это название принял.

### Синонимы
- Agarico-suber daedaleum Paulet, 1793
- Agaricus antiquus Willd., 1787
- Agaricus dubius Schaeff., 1774
- Agaricus quercinus L., 1753basionym
- Agaricus labyrinthiformis Bull., 1788, nom. superfl.
- Antrodia hexagonoides (Quél.) P.Karst., 1879
- Daedalea nigricans Pers., 1801
- Daedalea inzengae Fr., 1869
- Daedaleites quercinus (L.) Mesch., 1892
- Hexagonia minor Lázaro Ibiza, 1916
- Lenzites quercinus (L.) P.Karst., 1882
- Lenzites quercinus f. trameteus Bourdot & Galzin, 1925
- Merulius quercinus (L.) J.F.Gmel., 1792
- Striglia inzengae (Fr.) Kuntze, 1891
- Striglia quercina (L.) Kuntze, 1891
- Trametes hexagonoides Quél., 1872
- Trametes quercina (L.) Pilát, 1939
- Trametes quercina f. minutipora Pilát, 1939
- Trametes quercina f. mycelium-sterile Pilát, 1939